# Burmezomus cavernicola
Espèce
Synonymes
- Schizomus cavernicola Gravely, 1912

Burmezomus cavernicola est une espèce de schizomides de la famille des Hubbardiidae.

## Distribution
Cette espèce est endémique de l'État Môn en Birmanie. Elle se rencontre dans les grottes Khayon vers Moulmein.

## Publication originale
- Gravely, 1912 : Living Pedipalpi, and remarks on the distribution of the order. Proceedings of the Asiatic Society of Bengal, vol. 1912, p. 123-125.